# Las Hermanas
Las Hermanas ist eine aus drei Inseln bestehende unbewohnte Inselgruppe von Puerto Rico im Karibischen Meer. Die Inseln liegen etwa zwei Kilometer südwestlich der Insel Culebra.

## Inseln
| Inselname     | Aliasname | Koordinaten           | Fläche |
| ------------- | --------- | --------------------- | ------ |
| Cayo Yerba    |           | 18° 19′ N, 065° 21′ W | …      |
| Cayo Ratón    |           | 18° 19′ N, 065° 21′ W | …      |
| Cayo del Agua |           | 18° 19′ N, 065° 21′ W | …      |